# Diocesi di Cuneo-Fossano

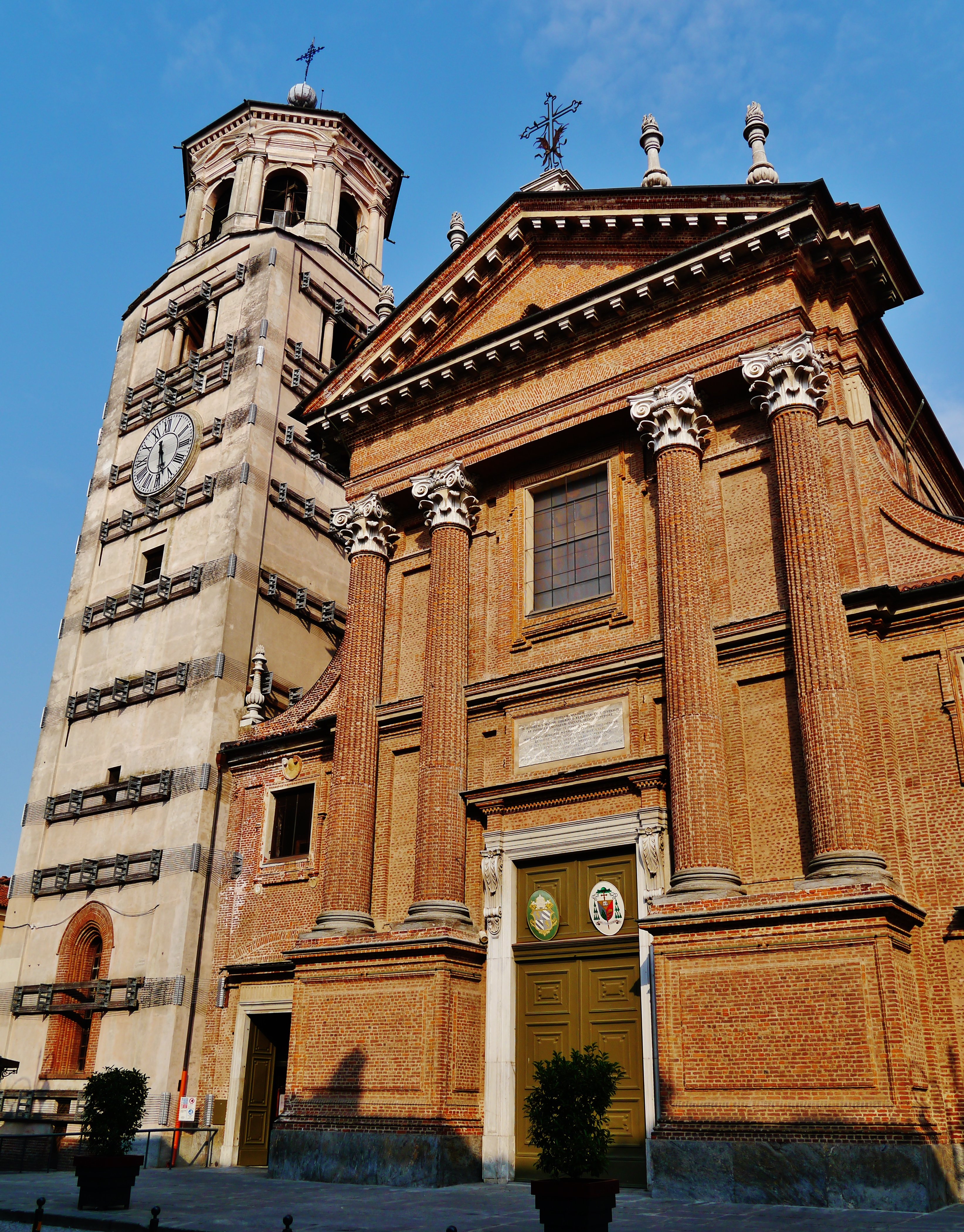
La concattedrale di San Giovenale a Fossano.

La diocesi di Cuneo-Fossano (in latino Dioecesis Cuneensis-Fossanensis) è una sede della Chiesa cattolica in Italia suffraganea dell'arcidiocesi di Torino appartenente alla regione ecclesiastica Piemonte. Nel 2023 contava 142.565 battezzati su 152.000 abitanti. È retta dal vescovo Piero Delbosco.

## Territorio
La diocesi comprende la parte sud-occidentale della provincia di Cuneo. Confina a nord con la diocesi di Saluzzo e con l'arcidiocesi di Torino, ad est con le diocesi di Mondovì e di Alba e per breve tratto con la diocesi di Ventimiglia-San Remo, a sud confina con la diocesi di Nizza e ad ovest con quella di Digne, entrambe in territorio francese.
Sede vescovile è la città di Cuneo, dove si trova la cattedrale di Santa Maria del Bosco. A Fossano sorge la concattedrale di San Giovenale.

### Zone pastorali e parrocchie
La diocesi, che copre una superficie di 1.841 km², è suddivisa in 115 parrocchie, raggruppate in 10 zone pastorali: Cuneo città, Cuneo Oltregesso, Cuneo Oltrestura, Valle Colla, Valli Gesso e Vermenagna, Valle Stura, Valle Grana, Fossano città, Fossano nord-est e Fossano sud-ovest.

### Santuari diocesani
Sono riconosciuti come santuari diocesani i seguenti edifici religiosi:
- il santuario di San Magno a Castelmagno
- il santuario della Madonna della Divina Provvidenza a Cussanio
- il santuario della Regina Pacis a Fontanelle di Boves
- il santuario di Sant'Anna a Vinadio

## Istituti religiosi
Nel 2018 la diocesi ospitava le seguenti comunità religiose:
Istituti religiosi maschili
- Compagnia di Gesù (Cuneo)
- Società Salesiana di San Giovanni Bosco (Cuneo)
- Salesiani (Fossano)
- Cappuccini (Fossano)
- Missionari della Consolata (Fossano)
- Fraternità di Emmaus (Cussanio di Fossano)

Istituti religiosi femminili
- Suore di San Giuseppe di Cuneo (Cuneo e Boves)
- Figlie di Maria Ausiliatrice (Cuneo)
- Monastero delle sorelle povere di Santa Chiara (Boves)
- Religiose della Beata Vergine Maria (Cuneo)
- Suore della Carità di Santa Giovanna Antida Thouret (Cuneo)
- Suore di San Giuseppe Benedetto Cottolengo (Cuneo e Caraglio)
- Suore di Santa Marta (Cuneo)
- Suore Francescane della Madonna delle Grazie (Vernante)
- Monastero benedettino della Santissima Annunziata (Fossano)
- Suore domenicane (Fossano)
- Suore di San Giuseppe di Cuneo (Fossano)
- Società di Maria Ausiliatrice di Chennai (Fossano)
- Istituto secolare delle missionarie diocesane di Gesù Sacerdote (Fossano)

Istituti secolari
- Compagnia di Sant'Orsola-Istituto Secolare di Sant'Angela Merici
- Istituto secolare "Missionarie diocesane Gesù Sacerdote"

Società di vita apostolica
- Araldi della Buona Novella

## Storia
La presente diocesi nasce il 1º giugno 2023 dall'unione di due precedenti sedi episcopali: la diocesi di Fossano, eretta il 15 aprile 1592, e la diocesi di Cuneo, istituita il 17 luglio 1817.

### Fossano

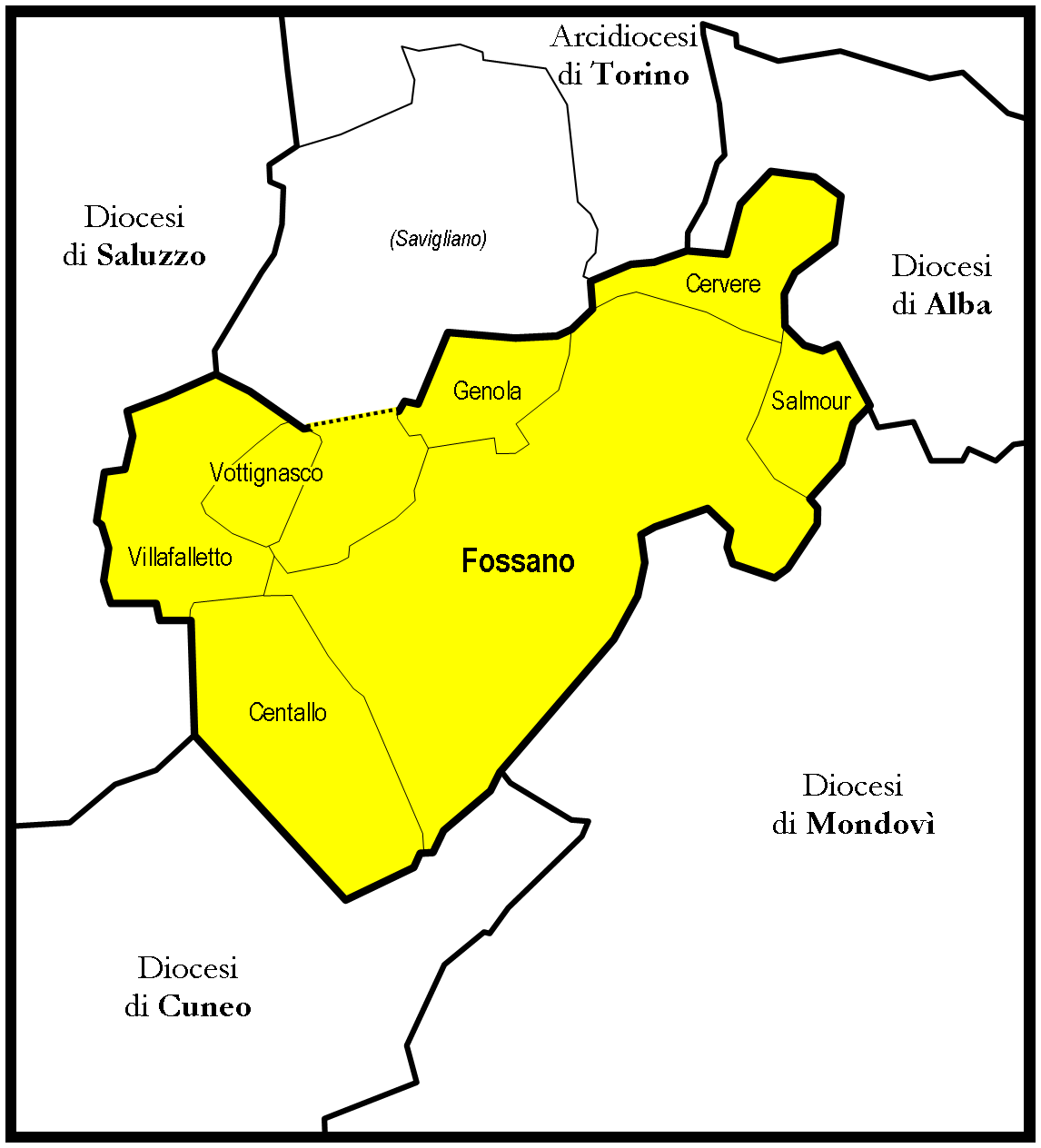
Mappa della diocesi di Fossano.

La diocesi di Fossano fu eretta il 15 aprile 1592 con la bolla Cum Principatus Pedemontium di papa Clemente VIII, su istanza del duca di Savoia Carlo Emanuele I; lo stesso giorno il papa indirizzò ai fedeli e al popolo di Fossano la lettera Hodie ex certis con la quale annunciava l'erezione della nuova diocesi, il cui territorio venne costituito da quindici località sottratte all'arcidiocesi di Torino e da quattro località della diocesi di Asti. La collegiata di Santa Maria, risalente al XIII secolo, divenne la cattedrale della nuova diocesi, che fu resa suffraganea dell'arcidiocesi di Torino.
Fu chiamato a reggere la nuova diocesi Camillo Daddeo, vescovo di Brugnato, il quale, appena giunto a Fossano, compì una visita pastorale della diocesi, al termine della quale, nel 1595, indisse il primo sinodo diocesano per la realizzazione dei decreti di riforma del concilio di Trento.
Il seminario vescovile fu fondato dal vescovo Tommaso Piolatto nel 1608, ma spesso, nel corso del Seicento, dovette chiudere i battenti a causa dell'insufficienza dei mezzi necessari al suo funzionamento. In questi casi, i seminaristi frequentavano i corsi nel collegio aperto dai padri Somaschi a Fossano durante l'episcopato di Federico Sandri Trotti (1627-1646). Il seminario venne definitivamente riaperto da Maurizio Bertone (1678-1701), che pose mano anche alla costruzione del nuovo vescovado; mentre si deve a Carlo Giuseppe Morozzo, tra il 1771 e il 1777, la costruzione di un nuovo edificio per il seminario, adiacente al palazzo vescovile, e l'edificazione della nuova cattedrale, i cui lavori si iniziarono nel 1778 e si conclusero nel 1791.
Durante il periodo napoleonico la diocesi fu soppressa il 1º giugno 1803 e il suo territorio aggregato a quello della diocesi di Mondovì. Fu poi ristabilita da papa Pio VII il 17 luglio 1817 con la bolla Beati Petri; contestualmente furono ridefiniti i confini diocesani, ridimensionati rispetto al territorio precedente, con la cessione di otto parrocchie alla nuova diocesi di Cuneo e quattro a quella di Saluzzo, e l'acquisizione del comune di Centallo dall'arcidiocesi torinese.
Il primo vescovo della restaurata diocesi fu Luigi Fransoni, che si impegnò in particolare per ricostruire le strutture diocesane, andate perse nel periodo francese; nominato metropolita di Torino, continuò a governare la sede fossanese come amministratore apostolico fino al 1836. La seconda metà dell'Ottocento, dopo un ventennale periodo di sede vacante, fu segnata dall'episcopato di Emiliano Manacorda, che governò la diocesi dal 1871 al 1909: «vescovo intransigente, compì una dettagliata visita pastorale, convocò un sinodo e ricostruì il santuario diocesano di Cussanio che fu dedicato, ricordando le apparizioni del Cinquecento, a "Maria, Madre della Divina Provvidenza". Fondò il settimanale diocesano "La Fedeltà", edito tuttora come settimanale cattolico fossanese.»
Nel 2004 fu inaugurato, nei locali dell'ex seminario fossanese, il museo diocesano d'arte sacra.
La diocesi comprendeva per intero i comuni di Centallo, Cervere, Fossano, Genola, Salmour, Villafalletto e Vottignasco e parte di quello di Savigliano. Prima dell'unione definitiva con Cuneo nel 2023, il territorio diocesano si estendeva su 275 km² ed era suddiviso in 33 parrocchie, raggruppate in 3 zone pastorali:
- la zona pastorale di Fossano-Città comprendeva 10 parrocchie nel centro di Fossano e nelle sue frazioni di Boschetti, San Martino e Tagliata;
- la zona pastorale sud-ovest comprendeva 13 parrocchie nei comuni di Centallo, Villafalletto e Vottignasco, e nelle frazioni fossanesi di Gerbo, Maddalene, Mellea, Murazzo, Piovani, San Sebastiano Comunia e San Vittore;
- la zona pastorale nord-est comprendeva 10 parrocchie nei comuni di Cervere, Genola e Salmour, nelle frazioni Levaldigi e Tetti Roccia di Savigliano, e nelle frazioni Loreto, Sant'Antonio Baligio e San Lorenzo di Fossano.

### Cuneo

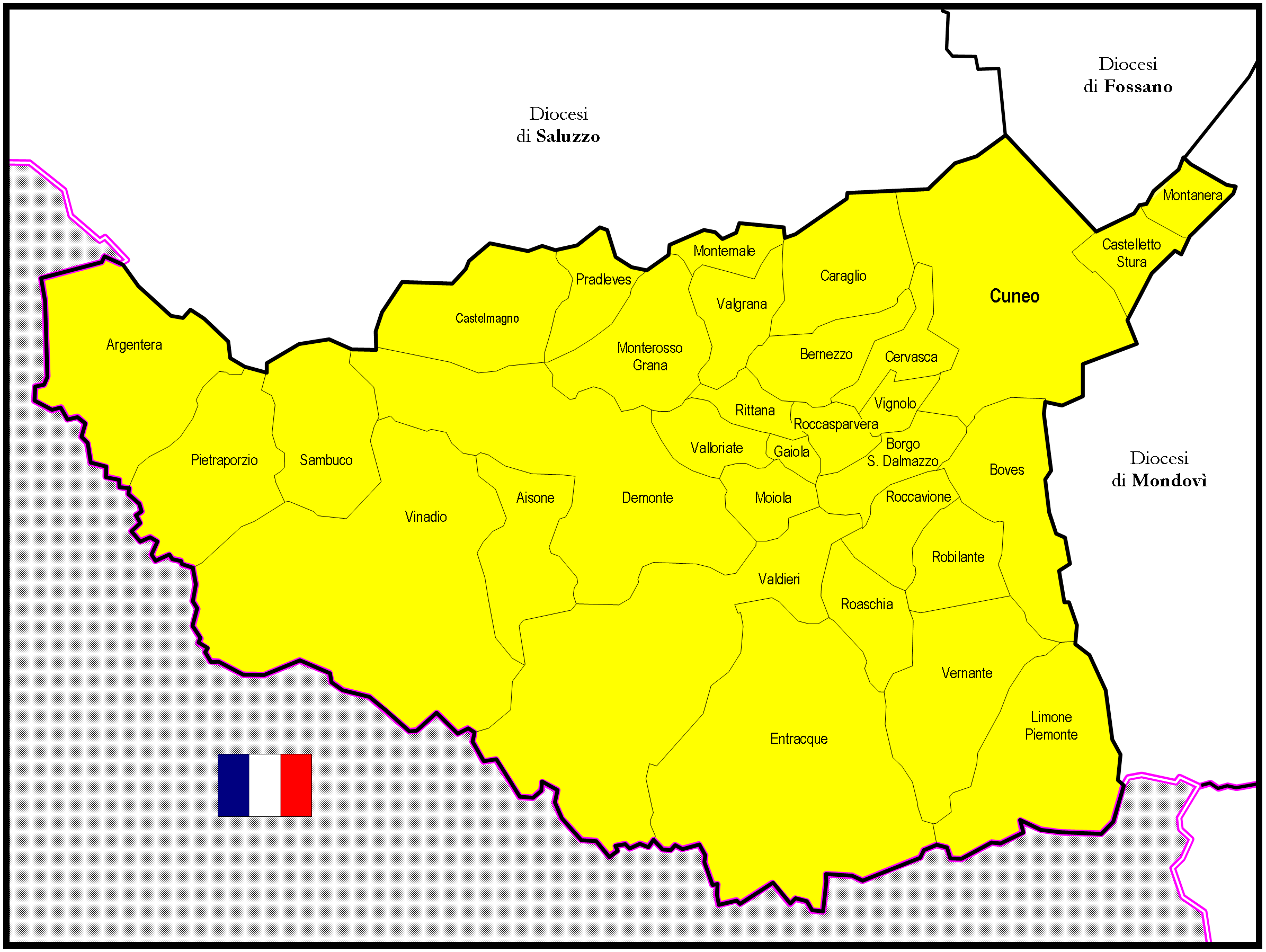
Mappa della diocesi di Cuneo.

In epoca napoleonica, in seguito all'invasione francese, il Piemonte venne annesso alla Francia diventandone una regione con il nome di Au delà des Alpes, suddivisa in cinque dipartimenti (1802). Come era già avvenuto sul suolo francese, anche in Piemonte Napoleone Bonaparte impose una riduzione delle diocesi, confermata da papa Pio VII con il breve Gravissimis causis del 1º giugno 1803. Con la Restaurazione e la fine del regime napoleonico, fu ripristinata la situazione precedente, con l'erezione tuttavia di nuove diocesi.
Il 25 novembre 1814 il consiglio comunale di Cuneo aveva incaricato il conte Carlo Pascale d'Illonza e il marchese Paolo Della Valle di Clavesana, patrizi cuneesi, di convincere re Vittorio Emanuele I a elevare a sede di vescovato la città di Cuneo. Questo tentativo ebbe successo quando Pio VII pubblicò la bolla Beati Petri il 17 luglio 1817, con la quale il pontefice restaurava le antiche diocesi piemontesi soppresse nel 1803, e al contempo istituiva la nuova diocesi di Cuneo, ricavandone il territorio dalla diocesi di Mondovì.
Primo vescovo fu Amedeo Bruno di Samone dei conti Bruno di Tornaforte che fece il suo ingresso solenne in diocesi il 15 ottobre 1817. Il palazzo vescovile fu legato dal conte Francesco Bruno di Tornaforte ed è ancora oggi sede della curia diocesana. Il 23 dicembre 1826 venne approvata dal consiglio comunale di Cuneo la proposta del vescovo Amedeo che eleggeva san Michele Arcangelo quale Patrono della città e della diocesi; con la stessa bolla il beato Angelo Carletti veniva eletto speciale protettore e difensore della città. Nel 1831 il vescovo Amedeo fece erigere il santuario della Madonna della Riva, prodigandosi negli anni del colera (1835), affinché venissero soccorse le popolazioni cuneesi. Al vescovo Amedeo si deve inoltre l'istituzione del seminario vescovile e la celebrazione nel 1827 del primo sinodo diocesano, preceduto da una visita pastorale di tutte le parrocchie.
Durante l'episcopato di Amedeo Bruno di Samone, il canonico Bartolomeo Manassero fondò nel 1831 la congregazione delle Suore di San Giuseppe di Cuneo, approvata definitivamente dalla Santa Sede nel 1948.
Nel 1844 fu nominato vescovo di Cuneo il superiore generale dei carmelitani scalzi, Clemente Manzini, a cui si deve la costruzione del nuovo seminario, nei pressi della cattedrale, inaugurato nel 1845; nel 1853 aprì anche il seminario minore affidato ai Gesuiti.
Nel 1860 la diocesi acquisì le testate delle valli Vesubia e Tinea (dalla diocesi di Nizza) più l'alta Valle Roja (Briga Marittima e Tenda) dalla diocesi di Ventimiglia. Quest'ultima fino al 1886, quando tornò alla diocesi ventimigliese, mentre le testate delle valli Tinea e Vesubia tornarono alla diocesi di Nizza dopo la Seconda guerra mondiale, nel 1947, a seguito della sconfitta dell'Italia e della modifica dei confini nazionali.
A fine Ottocento, la diocesi fu retta dal vescovo Teodoro Valfrè di Bonzo, molto attivo nell'opera di rinnovamento del clero e del laicato; dopo essere stato trasferito alla diocesi di Como, fu creato cardinale nel 1919. Il suo successore Andrea Fiore (1895-1914) celebrò il secondo sinodo diocesano (1901), istituì gli oratori nelle parrocchie della città di Cuneo, diede impulso all'Azione Cattolica e al quotidiano cattolico Lo Stendardo.
Il vescovo Quirico Travaini fondò nel 1929 la rivista diocesana cuneese e promosse la celebrazione a Cuneo nel 1931 di un congresso eucaristico mariano.
Il 19 gennaio 1950 furono rivisti i confini con la vicina diocesi di Mondovì nei comuni di Montanera e di Morozzo.
Il vescovo Guido Tonetti (1957-1971) prese parte al concilio Vaticano II e, sulla spinta del rinnovamento ecclesiale introdotto da questa assise conciliare, riorganizzò le varie strutture pastorali della diocesi promuovendo in successione l'anno eucaristico mariano, l'anno liturgico, l'anno biblico e l'anno del Concilio; portò a termine i lavori di restauro nella cattedrale; promosse in particolare la pastorale giovanile, anche grazie all'istituzione di giornate di studio sulla catechesi degli adolescenti e dei giovani.
Sotto l'episcopato di Carlo Aliprandi (1971-1999) fu promossa una capillare opera di formazione permanente del clero e dei laici che aiutò ad interiorizzare il rinnovamento del Concilio Vaticano II e a prendere consapevolezza delle trasformazioni ecclesiali, in particolare della crisi delle vocazioni agli ordini sacri e alla vita consacrata diventata acuta alla fine del secolo. Tale percorso trovò una sintesi nel Quarto Sinodo diocesano, celebrato tra il 1995 e il 1998.
A fine settembre 2012 fu inaugurato il museo diocesano d'arte sacra, ospitato nel complesso monumentale di San Sebastiano, che per l'occasione subì una notevole opera di restauro e di recupero delle varie strutture, comprensive della chiesa di San Sebastiano e delle sue adiacenze.
Il 23 giugno 2017 san Dalmazzo di Pedona fu confermato patrono secondario della diocesi.
Prima dell'unione definitiva con Fossano nel 2023, il territorio della diocesi di Cuneo si estendeva su 1.566 km² ed era suddiviso in 82 parrocchie, raggruppate in 7 zone pastorali:
- la zona pastorale città di Cuneo per un totale di 8 parrocchie;
- la zona pastorale Oltre Gesso comprendeva 9 parrocchie nei comuni di Castelletto Stura e Montanera e in alcune frazioni del comune di Cuneo (Bombonina, Borgo San Giuseppe, Madonna delle Grazie, Roata Canale, Spinetta e Tetti Pesio);
- la zona pastorale Oltre Stura comprendeva 14 parrocchie nei comuni di Cervasca e Vignolo e in alcune frazioni del comune di Cuneo (Cerialdo, Confreria, Madonna dell'Olmo, Passatore, Roata Rossi, Ronchi, San Benigno e San Pietro del Gallo);
- la zona pastorale Valle Colla comprendeva 5 parrocchie nel comune di Boves;
- la zona pastorale Valli Gesso e Vermenagna comprendeva 13 parrocchie nei comuni di Borgo San Dalmazzo, Entracque, Limone Piemonte, Roaschia, Robilante, Roccavione, Valdieri e Vernante;
- la zona pastorale Valle Stura, comprendeva 17 parrocchie nei comuni di Aisone, Argentera, Demonte, Gaiola, Moiola, Pietraporzio, Rittana, Roccasparvera, Sambuco, Valloriate e Vinadio;
- la zona pastorale Valle Grana comprendeva 16 parrocchie nei comuni di Bernezzo, Caraglio, Castelmagno, Montemale di Cuneo, Monterosso Grana, Pradleves e Valgrana.

### Sedi unite

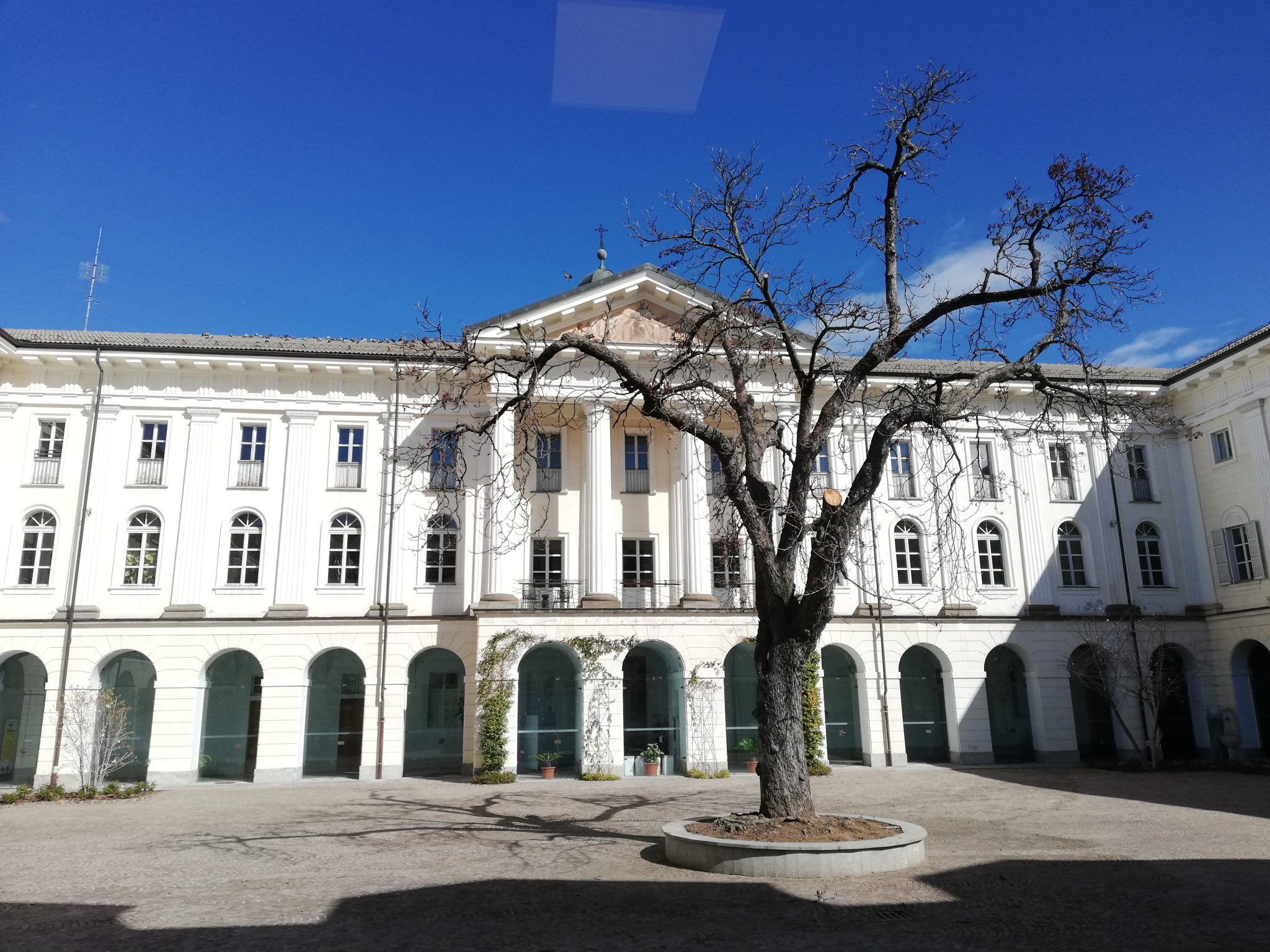
Il vescovado nuovo (dal 2021).

Durante l'episcopato di Quirico Travaini (1926-1934), le diocesi di Cuneo e di Fossano furono unite per la prima volta in persona episcopi. Tale tipologia di unione fu ripristinata il 1º febbraio 1999.
Con il vescovo Piero Delbosco è iniziato l'iter giuridico che ha portato alla plena unione delle diocesi di Cuneo e di Fossano, culminato con la celebrazione di un Sinodo unico per le due diocesi: è stato indetto il 28 maggio 2021 e concluso, dopo cinque sessioni di lavoro, il 24 giugno 2022. Dal 1º ottobre seguente è in funzione un'unica curia diocesana, presso il vescovado nuovo di Cuneo; il 31 ottobre sono stati costituiti unici il Consiglio presbiterale, il Collegio dei consultori e il Consiglio diocesano per gli affari economici, mentre verranno riuniti i due istituti diocesani per il sostentamento del clero nella nuova sede nell'episcopio di Fossano.
Il 1º giugno 2023 papa Francesco ha stabilito la piena unione delle due diocesi con la bolla Omni cum diligentia; contestualmente la circoscrizione ecclesiastica ha assunto il nome attuale. Tale unione, già preannunciata l'8 maggio dello stesso anno dal nunzio apostolico in Italia, Emil Paul Tscherrig, durante una celebrazione presieduta nel duomo di Fossano, è entrata in vigore anche agli effetti civili il 1º luglio seguente.

## Cronotassi dei vescovi
Si omettono i periodi di sede vacante non superiori ai 2 anni o non storicamente accertati.

### Vescovi di Fossano
- Camillo Daddeo † (15 aprile 1592 - 24 settembre 1600 deceduto)
- Pedro de León † (4 marzo 1602 - prima di maggio 1606 deceduto)
- Tommaso Piolatto (Biolato), C.R.L. † (prima di maggio 1606 succeduto - 14 novembre 1620 deceduto)
- Agostino (Agaffino) Solaro di Moretta † (29 marzo 1621 - 18 giugno 1625 deceduto)[21]
- Federico Sandri Trotti † (20 dicembre 1627 - 3 novembre 1646 deceduto)
- Nicola Dalmazzo, O.S.A. † (23 novembre 1648 - 20 aprile 1653 deceduto)
  - Sede vacante (1653-1658)
- Clemente Ascanio Sandri Trotti † (8 luglio 1658 - 20 aprile 1675 deceduto)
- Ottaviano della Rovere, B. † (17 giugno 1675 - 10 ottobre 1677 deceduto)
- Maurizio Bertone, C.R.S. † (28 marzo 1678 - 27 novembre 1701 deceduto)
  - Sede vacante (1701-1727)
- Cristoforo Lorenzo Baratta † (26 novembre 1727 - 20 luglio 1740 deceduto)
- Giambattista Pensa † (17 aprile 1741 - 1º giugno 1754 deceduto)
- Filippo Mazzetti † (17 febbraio 1755 - 3 marzo 1761 deceduto)
- Carlo Giuseppe Morozzo † (19 aprile 1762 - 18 novembre 1800 deceduto)
  - Sede vacante (1800-1803)
  - Sede soppressa (1803-1817)
  - Sede vacante (1817-1821)[22]
- Luigi Fransoni † (13 agosto 1821 - 24 febbraio 1832 nominato arcivescovo di Torino)
  - Sede vacante (1832-1836)
- Ferdinando Bruno di Tornaforte † (1º febbraio 1836 - 27 settembre 1848 deceduto)
- Luigi Fantini † (28 settembre 1849 - 28 agosto 1852 deceduto)
  - Sede vacante (1852-1871)
- Emiliano Manacorda † (24 novembre 1871 - 29 luglio 1909 deceduto)
- Giosuè Signori † (15 aprile 1910 - 23 dicembre 1918 nominato vescovo di Alessandria)
- Quirico Travaini † (16 gennaio 1919 - 19 marzo 1934 deceduto)
- Angelo Soracco † (12 dicembre 1934 - 11 marzo 1943 deceduto)
- Dionisio Borra † (30 aprile 1943 - 2 settembre 1963 dimesso[23])
- Giovanni Francesco Dadone † (17 settembre 1963 - 29 ottobre 1980 deceduto)
- Severino Poletto † (29 ottobre 1980 succeduto - 16 marzo 1989 nominato vescovo di Asti)
  - Sede vacante (1989-1992)[24]
- Natalino Pescarolo † (4 maggio 1992 - 24 agosto 2005 ritirato)
- Giuseppe Cavallotto † (24 agosto 2005 - 9 ottobre 2015 ritirato)
- Piero Delbosco (9 ottobre 2015 - 1º giugno 2023 nominato vescovo di Cuneo-Fossano)

### Vescovi di Cuneo
- Amedeo Bruno di Samone † (1º ottobre 1817 - 21 dicembre 1838 deceduto)
- Giuseppe Agostino Salomoni † (27 aprile 1840 - 3 agosto 1843 dimesso)[25]
- Clemente Manzini, O.Carm. † (22 gennaio 1844 - 21 marzo 1865 deceduto)
  - Sede vacante (1865-1867)
- Andrea Formica † (27 marzo 1867 - 5 gennaio 1885 deceduto)
- Teodoro Valfrè di Bonzo † (27 marzo 1885 - 18 marzo 1895 nominato vescovo di Como)
- Andrea Fiore † (29 novembre 1895 - 19 gennaio 1914 deceduto)
- Natale Gabriele Moriondo, O.P. † (25 maggio 1914 - 28 giugno 1920 dimesso[26])
- Giuseppe Castelli † (22 dicembre 1920 - 21 ottobre 1924 nominato vescovo di Novara)
- Quirico Travaini † (21 giugno 1926 - 19 marzo 1934 deceduto)
- Giacomo Rosso † (14 novembre 1934 - 6 gennaio 1957 dimesso[27])
- Guido Tonetti † (16 febbraio 1957 - 3 giugno 1971 deceduto)
- Carlo Aliprandi † (3 settembre 1971 - 1º febbraio 1999 dimesso)
- Natalino Pescarolo † (1º febbraio 1999 - 24 agosto 2005 ritirato)
- Giuseppe Cavallotto † (24 agosto 2005 - 9 ottobre 2015 ritirato)
- Piero Delbosco (9 ottobre 2015 - 1º giugno 2023 nominato vescovo di Cuneo-Fossano)

### Vescovi di Cuneo-Fossano
- Piero Delbosco, dal 1º giugno 2023

## Statistiche
La diocesi nel 2023 su una popolazione di 152.000 persone contava 142.565 battezzati, corrispondenti al 93,8% del totale.
| anno                     | popolazione | popolazione | popolazione | presbiteri | presbiteri | presbiteri | presbiteri                | diaconi | religiosi | religiosi | parrocchie |
| anno                     | battezzati  | totale      | %           | numero     | secolari   | regolari   | battezzati per presbitero | diaconi | uomini    | donne     | parrocchie |
| ------------------------ | ----------- | ----------- | ----------- | ---------- | ---------- | ---------- | ------------------------- | ------- | --------- | --------- | ---------- |
| diocesi di Fossano       |             |             |             |            |            |            |                           |         |           |           |            |
| 1950                     | 39.191      | 39.400      | 99,5        | 18         | 8          | 10         | 2.177                     |         | 17        | 210       | 30         |
| 1970                     | 35.250      | 35.250      | 100,0       | 86         | 72         | 14         | 409                       |         | 21        | 135       | 32         |
| 1980                     | 36.670      | 36.685      | 100,0       | 80         | 67         | 13         | 458                       | 1       | 21        | 84        | 32         |
| 1990                     | 39.400      | 39.600      | 99,5        | 75         | 58         | 17         | 525                       |         | 22        | 65        | 33         |
| 1999                     | 39.900      | 40.300      | 99,0        | 64         | 47         | 17         | 623                       |         | 19        | 28        | 33         |
| 2000                     | 39.900      | 40.300      | 99,0        | 61         | 44         | 17         | 654                       |         | 19        | 28        | 33         |
| 2001                     | 39.540      | 40.100      | 98,6        | 61         | 43         | 18         | 648                       |         | 23        | 27        | 33         |
| 2002                     | 39.520      | 40.100      | 98,6        | 61         | 43         | 18         | 647                       |         | 25        | 26        | 33         |
| 2003                     | 39.320      | 40.100      | 98,1        | 64         | 46         | 18         | 614                       |         | 25        | 24        | 33         |
| 2004                     | 39.350      | 40.100      | 98,1        | 58         | 43         | 15         | 678                       |         | 22        | 20        | 33         |
| 2006                     | 39.400      | 40.100      | 98,3        | 55         | 40         | 15         | 716                       |         | 26        | 19        | 33         |
| 2013                     | 39.200      | 41.200      | 95,1        | 59         | 40         | 19         | 664                       | 1       | 30        | 21        | 33         |
| 2016                     | 38.900      | 41.730      | 93,2        | 54         | 37         | 17         | 720                       | 4       | 26        | 22        | 33         |
| 2019                     | 38.000      | 41.500      | 91,6        | 46         | 31         | 15         | 826                       | 5       | 22        | 17        | 33         |
| 2021                     | 37.640      | 41.100      | 91,6        | 38         | 23         | 15         | 990                       | 5       | 21        | 15        | 33         |
| diocesi di Cuneo         |             |             |             |            |            |            |                           |         |           |           |            |
| 1950                     | 89.400      | 90.000      | 99,3        | 214        | 182        | 32         | 417                       |         | 88        | 987       | 72         |
| 1969                     | 102.231     | 102.469     | 99,8        | 197        | 160        | 37         | 518                       |         | 50        | 664       | 77         |
| 1980                     | 113.178     | 113.780     | 99,5        | 198        | 165        | 33         | 571                       |         | 37        | 602       | 85         |
| 1990                     | 107.550     | 108.200     | 99,4        | 176        | 149        | 27         | 611                       |         | 33        | 502       | 82         |
| 1999                     | 107.326     | 109.176     | 98,3        | 160        | 139        | 21         | 670                       |         | 27        | 420       | 82         |
| 2000                     | 107.881     | 109.856     | 98,2        | 163        | 142        | 21         | 661                       |         | 26        | 402       | 82         |
| 2001                     | 107.740     | 110.120     | 97,8        | 161        | 140        | 21         | 669                       |         | 29        | 400       | 82         |
| 2002                     | 90.530      | 92.287      | 98,1        | 158        | 137        | 21         | 572                       |         | 34        | 369       | 81         |
| 2003                     | 90.552      | 92.315      | 98,1        | 154        | 133        | 21         | 588                       |         | 34        | 369       | 81         |
| 2004                     | 90.540      | 92.310      | 98,1        | 148        | 126        | 22         | 611                       |         | 34        | 350       | 82         |
| 2006                     | 108.100     | 119.195     | 90,7        | 138        | 117        | 21         | 783                       |         | 33        | 306       | 82         |
| 2013                     | 108.600     | 120.200     | 90,3        | 120        | 104        | 16         | 905                       | 4       | 23        | 277       | 82         |
| 2016                     | 105.000     | 117.000     | 89,7        | 117        | 101        | 16         | 897                       | 5       | 23        | 264       | 82         |
| 2019                     | 102.700     | 113.260     | 90,7        | 112        | 97         | 15         | 916                       | 6       | 16        | 165       | 82         |
| 2021                     | 105.000     | 117.000     | 89,7        | 108        | 97         | 11         | 972                       | 6       | 12        | 130       | 82         |
| diocesi di Cuneo-Fossano |             |             |             |            |            |            |                           |         |           |           |            |
| 2023                     | 142.565     | 158.000     | 90,2        | 138        | 127        | 11         | 1.033                     | 12      | 19        | 185       | 115        |
| 2023                     | 142.565     | 152.000     | 93,8        | 130        | 119        | 11         | 1.096                     | 12      | 19        | 185       | 115        |

### Per la sede di Cuneo
- (EN) Diocese of Cuneo, in Catholic Encyclopedia, New York, Encyclopedia Press, 1913.
- Giuseppe Cappelletti, Le Chiese d'Italia dalla loro origine sino ai nostri giorni, Venezia, 1858, vol. XIV, pp. 345–346

### Per la sede di Fossano
- (EN) Fossano, in Catholic Encyclopedia, New York, Encyclopedia Press, 1913.
- (LA)  Ferdinando Ughelli, Italia sacra, vol. IV, seconda edizione, Venezia, 1719, coll. 1079-1084
- Giuseppe Cappelletti, Le Chiese d'Italia dalla loro origine sino ai nostri giorni, Venezia, 1858, vol. XIV, pp. 281–286
- (LA)  Pius Bonifacius Gams, Series episcoporum Ecclesiae Catholicae, Graz, 1957, pp. 814–815
- (LA)  Konrad Eubel, Hierarchia Catholica Medii Aevi, vol. 4, p. 190; vol. 5, p. 205; vol. 6, p. 219
- (LA)  Bolla Hodie ex certis, in Bullarum diplomatum et privilegiorum sanctorum Romanorum pontificum Taurinensis editio, vol. IX, pp. 537–538